# 千葉縣警察學校
千葉縣警察學校（日語：ちばけんけいさつがっこう）為位於日本千葉縣東金市之警察職員教育及養成所設置的訓練機關。　

## 概要
屬千葉縣警察管轄、校長層級為警視正。

### 校訓
「向學練磨」「融和團結」

### 授業内容
- 一般教養
- 法學
- 警察實務
- 術科

## 沿革
- 1880年（明治13年） 開設千葉巡査教習所。
- 1937年（昭和12年） 改稱千葉縣警察教習所。
- 1939年（昭和14年） 改稱千葉縣警察練習所。
- 1947年（昭和22年） 改稱千葉縣警察學校。
- 1986年（昭和61年） 從千葉市中央區千葉寺町（當時）移轉到現在地東金市。

## 組織
學校長、副校長、部長、課長、首席師範、副首席師範、師範、管理官、調査官、主査、副主査、係長、教師、助教等
- 庶務部
- 教務部

## 所在地
- 日本千葉縣東金市士農田28番地1

## 參閲
- 千葉巡査教習所
- 警察學校
- 千葉縣警察（日语：千葉県警察）

## 外部連結
- 千葉県警察 POLICE NET CHIBA（日語）
- （页面存档备份，存于） （日語）